# Purpura patula
Purpura patula är en snäckart som först beskrevs av Carl von Linné 1758.  Purpura patula ingår i släktet Purpura och familjen purpursnäckor. Inga underarter finns listade i Catalogue of Life.